# Curtici
Curtici (en hongarès: Kürtös, alemany: Kurtitsch) és una ciutat situada al comtat d'Arad, a l'oest de Romania. La ciutat es troba a uns 21 km de distància de la capital del comtat Arad, a la part occidental del comtat d'Arad.
És el punt de trobada ferroviari més important d'Europa central amb la part occidental de Romania. El seu territori administratiu s'estén per una superfície de 7970 ha, a l'altiplà de Sântana, un altiplà caracteritzat a la zona de la ciutat pels turons de sorra formats per les antigues branques del riu Mureș.
Curtici és una ciutat fronterera entre Hongria i Romania, al costat romanès. És un pas fronterer ferroviari especialment important, ja que és el principal pas entre trens que van des d'Hongria i Romania, especialment entre Budapest i Bucarest. La ciutat va administrar el poble de Dorobanţi fins al 2004, quan es va dividir per formar una comuna separada.
El nom hongarès de la ciutat significa "trompetista"; els noms alemanys i romanès en deriven.
La primera confirmació escrita de la ciutat de Curtici es remunta al segle xvi, concretament al 1519. El 1920, va passar a formar part de Romania. Va ser declarada ciutat el 1968.

## Demografia
Segons el cens del 2011, la població de la ciutat era de 6.849 habitants. Des del punt de vista ètnic, té la següent estructura: el 86,62% són romanesos, el 3,19% hongaresos, el 9,35% gitanos, el 0,11% alemanys, el 0,21% ucraïnesos i el 0,1% són d'altres nacionalitats o no declarades.

## Economia
L'economia de Curtici es troba en un desenvolupament continu. A causa del potencial agrícola de la zona, a la seva posició favorable des de la frontera occidental de Romania, a la seva proximitat amb Arad, a la presència del ferrocarril principal que connecta amb Europa occidental (l'estació de ferrocarril de Curtici es va inaugurar el 1921, simultàniament amb la formació dels costums) la ciutat és un pol econòmic. La ciutat atrau inversions a causa de l'establiment de la zona lliure d'impostos d'Arad-Curtici.
A l'estiu, la piscina d'aigua termal és el principal atractiu turístic de la ciutat.

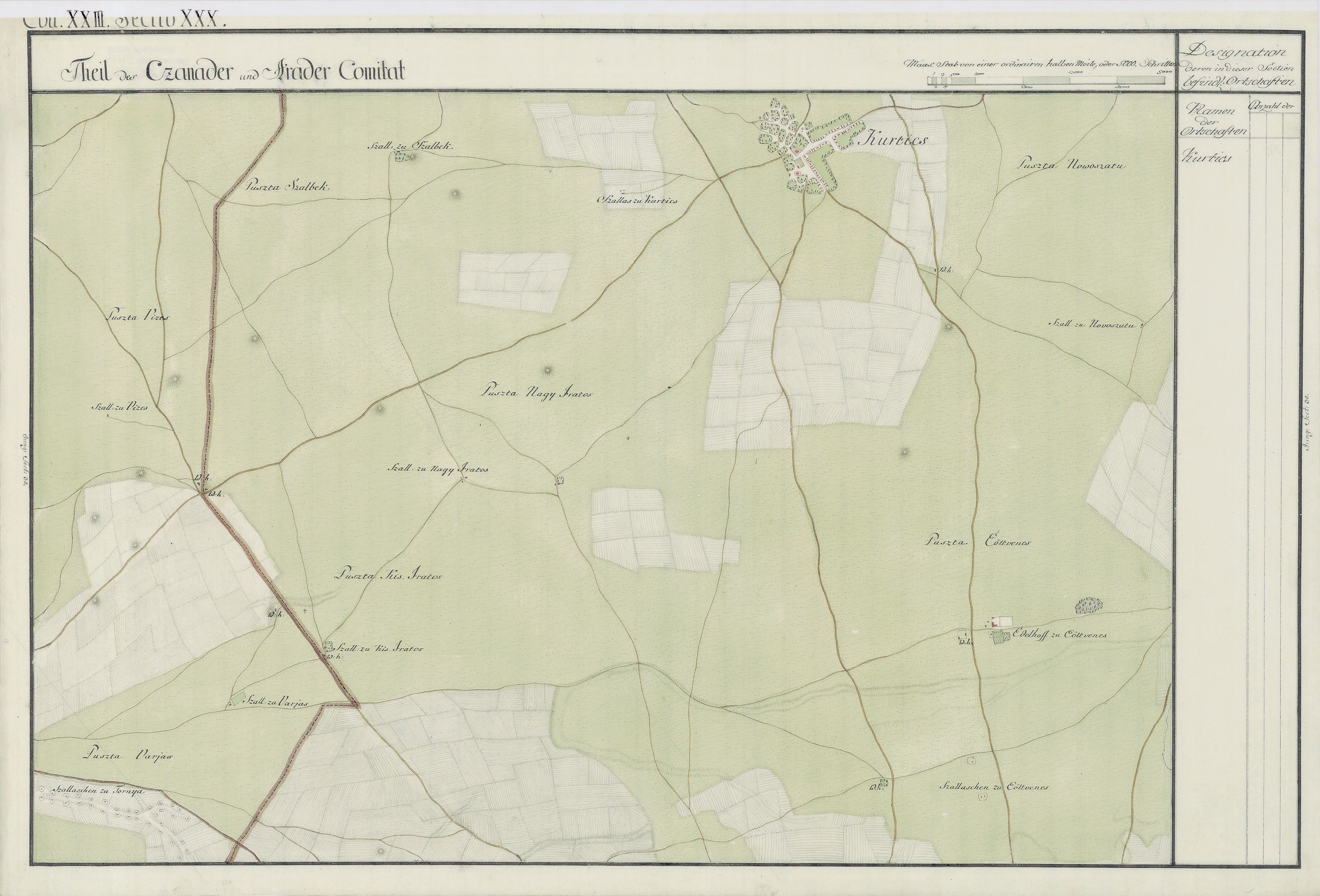
Antic Comtat d'Arad - Curtici, 1782-85